# Jaclyn Forbes
Jaclyn Forbes (* in Toronto, Ontario) ist eine kanadische Schauspielerin, die vor allem durch ihre Rolle als Kami in der Fernsehserie Dino Dan Bekanntheit erlangte.

## Leben und Karriere
Erste Erfahrungen im Schauspielbereich sammelte die in der kanadischen Großstadt Toronto geborene Forbes bereits im Kindesalter, als sie unter anderem parallel zu ihrer Schulausbildung in verschiedenen kleineren lokalen Theaterstücken mitwirkte. Erst um das Jahr 2007 fand sie den Weg in den Film- und Fernsehbereich, wobei sie einen ihrer ersten nennenswerten Auftritte in Dusty Mancinellis knapp 8.000 kanadische Dollar teuren Kurzfilm P.U.R.E. hatte. Noch im gleichen Jahr folgte ein Auftritt in She Drives Me Crazy, wo sie eine jüngere Version des von Melinda Clarke gespielten Charakters der Blithe Meacham mimte. Nach einem weiteren Kurzfilmauftritt in The Black Shell im Jahre 2008, wurde die junge kanadische Nachwuchsschauspielerin bald darauf für die neuanlaufende Nickelodeon-Serie Dino Dan gecastet und gleich darauf in den offiziellen Cast der Serie aufgenommen, wo man sie bisher in 18 der insgesamt 26 Episoden der ersten Staffel in der Rolle der Kami sah. Durch die Erfolge mit Dino Dan – sie erhielt unter anderem eine Nominierung für einen Young Artist Award in der Kategorie „Best Performance in a Television Series – Recurring Young Actress“ und wurde mit dem restlichen Cast der Serie mit einem Young Artist Award in der Kategorie „Outstanding Young Ensemble Cast in a Television Series“ ausgezeichnet – folgten für die junge Kanadierin weitere Auftritte in international ausgestrahlten Serien. So lieh sie unter anderem im Jahre 2011 einem Charakter in Wild Kratts ihre Stimme oder war unter anderem auch in einer Episode von Falling Skies zu sehen.

## Filmografie
Filmauftritte
- 2007: P.U.R.E.
- 2007: She Drives Me Crazy
- 2008: The Black Shell

Serienauftritte
- seit 2010: Dino Dan
- 2011: Wild Kratts (1 Episode) → Sprechrolle
- 2011: Falling Skies (1 Episode)

## Nominierungen und Auszeichnungen

### Nominierung
- 2011: Young Artist Award in der Kategorie „Best Performance in a Television Series – Recurring Young Actress“ für ihr Engagement in Dino Dan[1]

### Auszeichnung
- 2011: Young Artist Award in der Kategorie „Outstanding Young Ensemble Cast in a Television Series“ (zusammen mit Isaac Durnford, Ricardo Hoyos, Sydney Kuhne, Jason Spevack) für ihr Engagement in Dino Dan[1]